# Saint-Joseph-des-Érables
Saint-Joseph-des-Érables är en kommun i provinsen Québec i Kanada. Den ligger i regionen Chaudière-Appalaches, i den sydöstra delen av landet, 400 km öster om huvudstaden Ottawa.